# Talenkauen
Talenkauen („malá lebka“ v jazyce Tehuelčů) byl rod ptakopánvého býložravého dinosaura, který žil v období rané svrchní křídy (geologický stupeň cenoman, před 96,2 milionu let) na území dnešní jižní Patagonie v Argentině (jezero Viedma, provincie Santa Cruz).

## Historie a popis

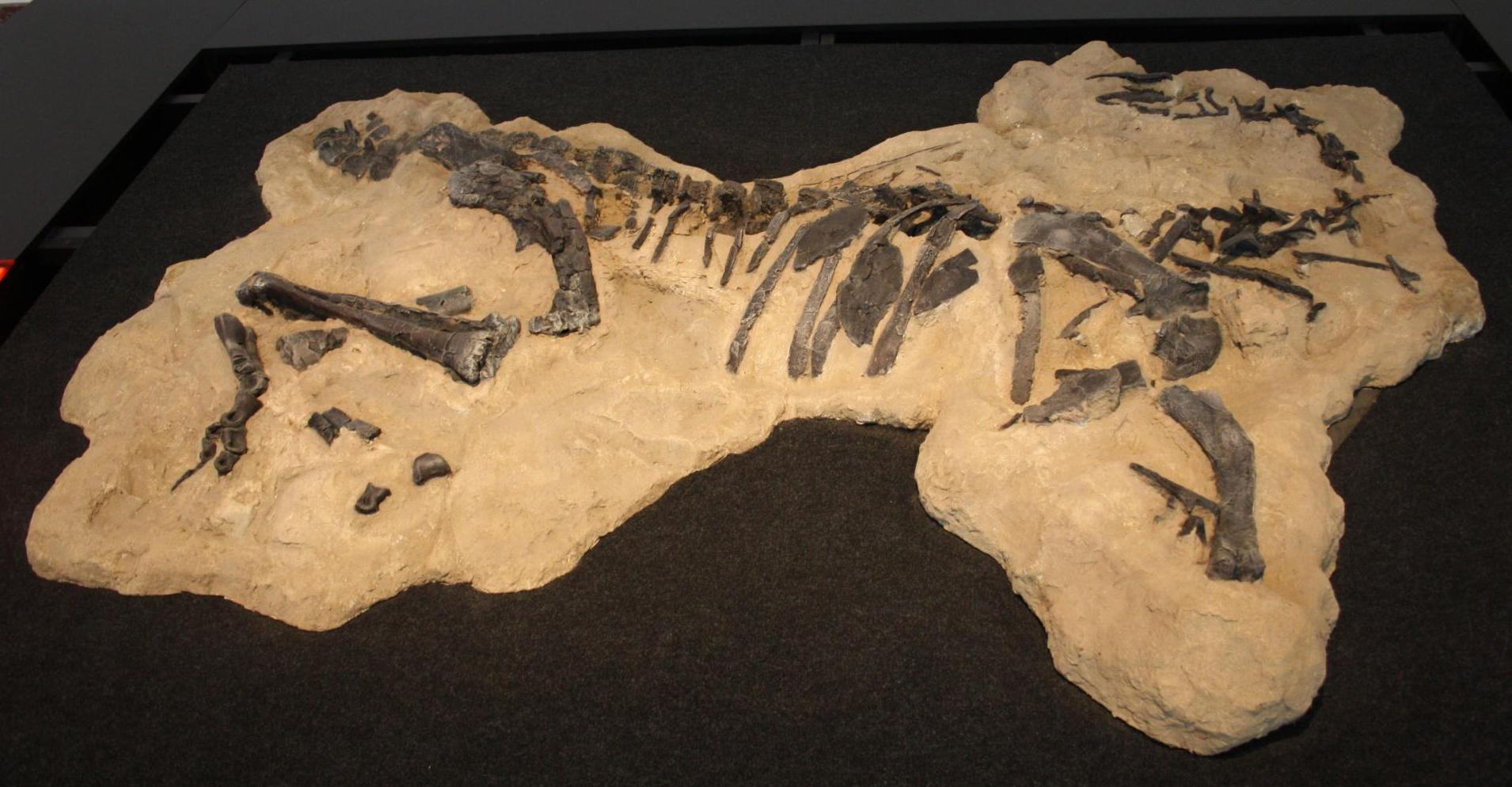
Fosilie rodu Talenkauen.

Fosilie tohoto dinosaura byly objeveny v sedimentech souvrství Cerro Fortaleza a představují nekompletní postkraniální kostru menšího býložravého dinosaura (katalogové označení MPM-10001). Formálně byl typový druh T. santacrucensis popsán paleontologem Fernandem Novasem a jeho kolegy v roce 2004. Zajímavostí jsou tenké mineralizované destičky na žebrech, které jsou dlouhé až 18 cm, ale velmi tenké (jen kolem 3 mm široké). Dosud není jisté, jaký byl jejich primární účel, mohlo se ale jednat o anatomický prvek, sloužící k lepší ochraně před predací (čemuž ale odporuje tvar a velikost těchto útvarů). Mohlo se také jednat o prvek pomáhající s dýcháním dinosaura, ani tato hypotéza však není plně podporována paleontologickou komunitou.
Talenkauen byl menším, po dvou běhajícím býložravcem nebo všežravcem, jehož délka činila zhruba 4,7 metru a hmotnost se pohybovala kolem 300 kilogramů.

## Zařazení
Talenkauen byl zástupcem kladu Elasmaria a mezi jeho blízké příbuzné patřil například druh Notohypsilophodon comodorensis. Dalšími blízkými příbuznými jsou rody Anabisetia, Morrosaurus, Trinisaura nebo Macrogryphosaurus.